# 三陽商会
株式会社三陽商会（さんようしょうかい）は、東京都新宿区に本社を置くアパレルメーカーである。販売網は百貨店が主体であり、自社ブランドに加え、海外の様々なブランドともライセンス契約を結び販売している。

## 概要
創業者の吉原信之が、戦時下の1943年（昭和18年）に電気関係各種工業用品及び繊維製品の製造販売を目的として、東京都板橋区にて工作機械工具の修理加工、販売をおこなうべく同社を設立する。社名の由来は「三井」「三菱」など有力財閥の「三」と、創業者である吉原の父、「陽」に因んでつけられた。
終戦直後の1945年（昭和20年）8月、板橋にあった本社工場を売却し、銀座に本社を移転。戦時中に使用された暗幕を元にレインコートの製造販売を開始する。
その後1949年（昭和24年）に第一通商（現在の三井物産）が企画した「全国エキスポートバザー」向けにレインコートの縫製を大量に受注したことで、レインコート製造販売の大手として、頭角を現す。1951年（昭和26年）には自社のレインコートを「サンヨーレインコート」として、商標登録をおこなう。これと時期を同じくして、全国各百貨店への営業も開始し、1953年（昭和28年）には銀座松屋が企画したコンクールで最優秀製品に選ばれた「ダスターコート」、その後1959年（昭和34年）には、当時映画館で上映されて話題を呼んでいたフランス映画「三月生まれ」で女優・ジャクリーヌ・ササールが着ていたコートを日本人向けにアレンジしたものを「ササールコート」と命名して売り出し、これがヒットしたことで、レインコートの製造販売から総合アパレルメーカーへと成長を遂げることになる。
1965年（昭和40年）からは、英・バーバリー社製のコートの販売をおこなうようになると共に、1969年（昭和44年）以降はバーバリー他海外のコートメーカーとの技術提携により、各メーカーの製品の国内ライセンス生産へと移行する。またこれと共に、各世代をターゲットにしたファッションブランドの開発も積極的におこない、現在も女性向けブランド「EPOCA」や「FRAGILE」に代表される多数のファッションブランドを展開してきた。
大きな転機となったのは、2015年（平成27年）6月30日付でのバーバリー社とのライセンス契約の終了である。これにより日本におけるバーバリーの販売は英国本社が日本法人を通じて直営展開することとなった。
以後は「バーバリー・ロンドン」の後継ブランドとして、スコットランド発祥の防水コートの老舗の衣料会社マッキントッシュ（2007年に八木通商が買収）と提携した「マッキントッシュ・ロンドン」を立ち上げ、約350の旧バーバリーの店舗のうち約260店を切り替えるとともに、若者向け婦人服「バーバリー・ブルーレーベル」、紳士服「バーバリー・ブラックレーベル」についても、新デザイナーを起用しそれぞれ後継ブランドとして「ブルーレーベル・クレストブリッジ」「ブラックレーベル・クレストブリッジ」に転換した。
しかしバーバリーを失った痛手は極めて大きく、自社ブランド中心への転換後の業績は低迷。4回にわたる希望退職の募集と3回の社長交代が行われるとともに、筆頭株主の米運用会社より経営陣の刷新や身売りを求められ、銀座の旗艦店ビルを売却するなど、再建に向けた施策を打っていた。2023年2月期には7期ぶりの営業黒字化を達成した。

## 沿革
- 1943年（昭和18年） -  株式会社三陽商会設立。
- 1945年（昭和20年） - レインコート販売開始。
- 1949年（昭和24年） -  百貨店への販売開始。
- 1969年（昭和44年） -  本社を東京都新宿区へ移転。総合アパレルメーカーへ。
- 1971年（昭和46年） -  東京証券取引所市場第2部上場。
- 1975年（昭和50年） -  長嶋茂雄をCMに起用。
- 1977年（昭和52年） -  東京証券取引所市場第1部へ指定替え。
- 1981年（昭和56年） - ニューヨークに現地法人設立。東京都江東区に「潮見商品センター」完成。
- 1996年（平成8年） -  ミラノに現地法人設立。
- 2000年（平成12年） -  東京都中央区に「バーバリー銀座店」を開店。
- 2002年（平成14年） -  香港と上海に「駐在員事務所」開設。
- 2004年（平成16年） -  東京都渋谷区に「バーバリー表参道店」を開店。
- 2005年（平成17年） - 大阪市住之江区に「西日本商品センター」開設。
- 2006年（平成18年） -  初の海外直営店を中国・上海に開店。
- 2008年（平成20年） -  本店オフィスを汐留へ移転。
- 2012年（平成24年） - 本店を東京都新宿区へ移転。
- 2013年（平成25年） - 全社員の1割強に当たる約230人の希望退職を募集[13]。
- 2014年（平成26年） - マッキントッシュ社とライセンス契約。
- 2015年（平成27年） - バーバリー社とのライセンス契約終了。マッキントッシュロンドン展開開始。バーバリーを扱っていた銀座の旗艦店を自社ブランドを集積した大型店に改装[14]。
- 2016年（平成28年） - 全社員の2割弱に当たる約250人の希望退職を募集[15]。2017年2月末までに計8ブランドを休廃止し、全体の1割強にあたる190店舗を閉鎖する方針を発表[16]。
- 2017年（平成29年） - 杉浦昌彦社長が退任し、岩田功新社長が1月1日付で着任[17]。
- 2018年（平成30年） - 全従業員の約14%程度にあたる250人程度の希望退職者を募集[18]。
- 2020年（令和2年） - 岩田功社長が退任し、中山雅之新社長が1月1日付で着任[19]。筆頭株主である米運用会社のRMBが身売りを要求[20]。中山雅之社長が5ヶ月で退任し、大江伸治新社長が5月26日付で着任[21]。銀座の旗艦店ビルを売却[22]。2021年2月期に百貨店などの不採算店舗を中心に最大150店程度(その後160店に拡大)を閉鎖する方針を発表[23][24]。40歳以上の正社員を対象に募集人数を定めず早期退職を募集、保養所の売却を発表[25][26]。
- 2021年（令和3年） - 早期退職応募者を希望退職に移行するとともに、150人の希望退職を募集[27]。
- 2022年(令和4年) - TOPIXからの段階的な除外対象になることが公表[28]。
- 2023年(令和4年) - 営業赤字から営業黒字に7期ぶりに転換した。

## ブランド

### レディース
- AMACA
- ECOALF
- EPOCA
- EPOCA THE SHOP
- MP STORE
- EVEX by KRIZIA
- CAST:
- GUILD PRIME
- STORY & THE STUDY
- TO BE CHIC
- TRANS WORK
- BLUE LABEL CRESTBRIDGE
- Paul Stuart
- MACKINTOSH PHILOSOPHY
- MACKINTOSH LONDON
- LOVELESS

### メンズ
- ECOALF
- EPOCA UOMO
- MP STORE
- GUILD PRIME
- THE SCOTCH HOUCE
- STORY & THE STUDY
- BLACK LABEL CRESTBRIDGE
- Paul Stuart
- MACKINTOSH PHILOSOPHY
- MACKINTOSH LONDON
- LOVELESS
- BAKER STREET

### レディース&メンズ
- SANYO COAT
- 100年コート
- S.ESSENTIALS
- 三陽山長